# Solenium
Le solenium (pluriel : solenia) est, chez les coraux mous, un petit canal situé au bas de la cavité gastro-vasculaire de chaque polype, qui le relie aux canaux gastro-vasculaires du coenenchyme de la colonie et ainsi le connecte aux autres polypes.